# Imbach (Gemeinde Senftenberg)
Imbach ist ein Dorf und eine Katastralgemeinde der Gemeinde Senftenberg in Niederösterreich mit 549 Einwohnern (Stand 1. Jänner 2024).

## Geografie
Imbach ist ein Gassengruppendorf im niederösterreichischen Kremstal und liegt rund fünf Kilometer nordwestlich der Stadt Krems an der Donau.
Das Ortsbild wird durch die ehemalige Dominikanerinnen-, die heutige Pfarrkirche geprägt. Die Bebauung des Ortes ist überwiegend zweigeschoßig und traufständig. Die Gebäude sind im Kern teils spätmittelalterlich. Die Durchgangsstraße und die Kirchengasse nördlich hinter der Kirche verlaufen in Ost-West-Richtung. Die ehemalige Befestigungsmauer stammt aus dem 15. Jahrhundert und hat den Ort umgeben. Reste davon sind Ecke Kirchengasse/Weintalstraße sowie oberhalb der Kirchengasse sichtbar.

## Geschichte

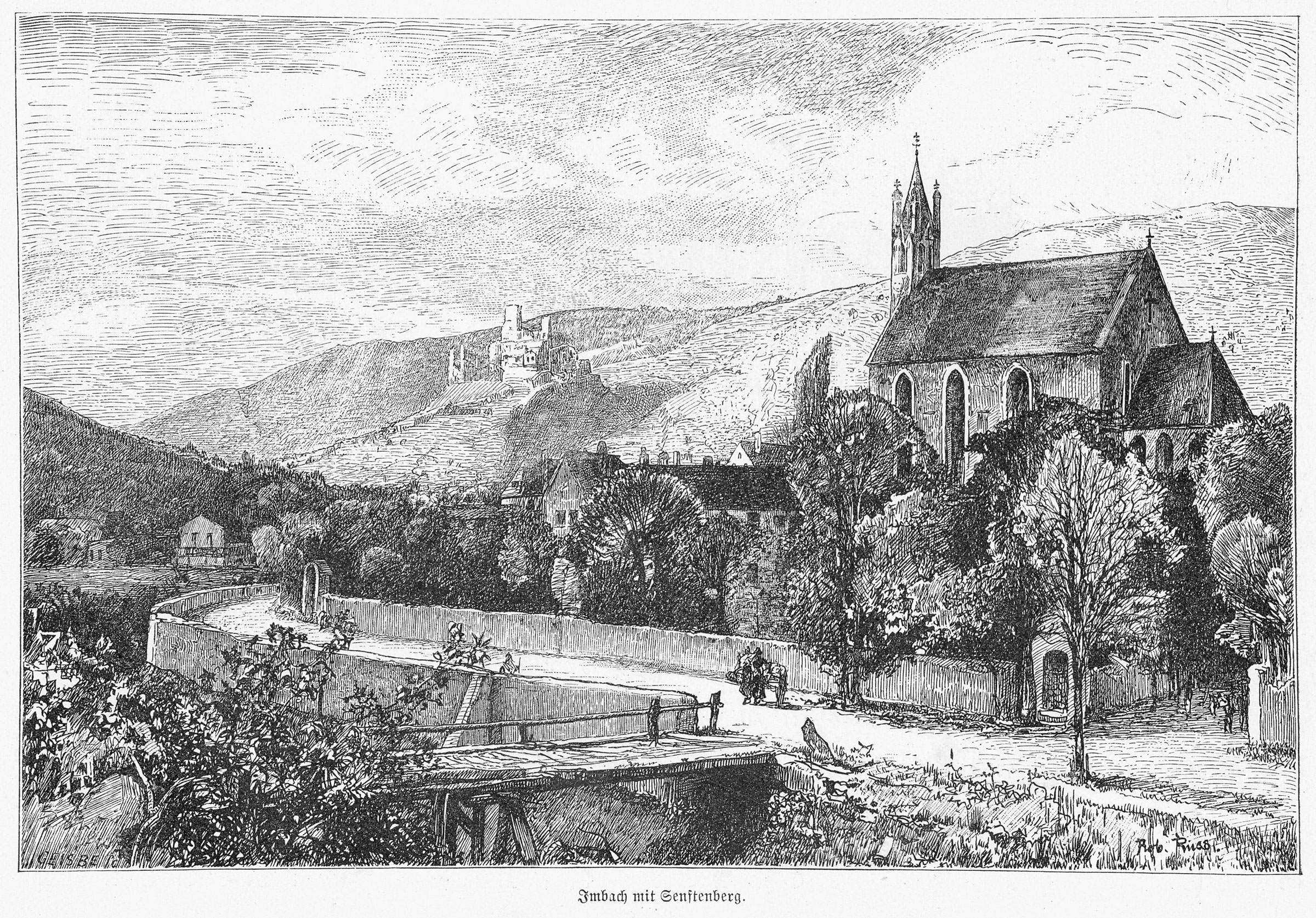
Imbach im Jahr 1888

### Namensgeschichte
Im Mittelalter wurde Imbach häufig als „Minnenbach“, „Minnpach“ und „Mimbach“ bezeichnet. Die eigentliche Bedeutung des Namens „Imbach“ wurde bis heute nicht eindeutig wissenschaftlich geklärt. Zwei verschiedene sprachliche Wurzeln werden angenommen. Zum einen könnte der es vom Personennamen „Minno“ und -bach abstammen, oder aber vom mittelhochdeutschen Wort „minne“ (= Liebe) und -bach.

### Vorgeschichte
Die ältesten Überlieferungen über den Ort Imbach reichen bis in die erste Hälfte des 12. Jahrhunderts zurück. Für das Jahr 1130 lässt sich in einer Urkunde Adelpreht von Minnenbach als Zeuge nachweisen und um 1155 scheint der Name Rudiger von Winnebach in einer Urkunde Otto von Rechbergs auf. In den darauffolgenden Jahrzehnten sind immer wieder die Namen der Herren von Imbach als Zeuge in Urkunden der Babenberger zu finden.
Die Reste der Burg der Herren von Imbach wurden erst im Jahr 1979 am Ostabhang des Scheibelberges (486 m ü. A.) durch Hans Goedicke lokalisiert. In den darauf folgenden Jahren wurden die Reste der Ruine durch das Bundesdenkmalamt ausgegraben.

### Imbach zur Zeit des Dominikanerinnenklosters
Die Geschichte des Ortes Imbach selbst lässt sich erst ab dem Jahr 1269 kontinuierlich nachverfolgen. Am 1. März 1269 schenkt Albero von Feldsberg Nonnen des Dominikanerinnenordens Grundbesitz zur Errichtung eines Klosters und einer Kirche in Imbach. Um eine mögliche Unterdrückung der Klosterschwestern durch die Burgherren in Zukunft auszuschließen, überlässt er ihnen gleichzeitig die Burgruine Imbach als Baumaterial. Außerdem stiftet er ihnen eine Kapelle samt deren Einkünften, eine Mühle sowie das Dorf Sallingberg mit dem Patronatsrecht über die Kirche sowie die Kirche in Altmünster mit allen Rechten und Einkünften. Albero dürfte kurze Zeit später verstorben sein, denn bereits am 5. Juli 1269 werden den Klosterschwestern Einkünfte aus dem Dorf Nöhagen durch seine Witwe Gisela verschafft.
Dass Albero von Feldsberg, wie eine Urkunde aus dem Jahr 1279 besagt, in der Kirche von Imbach begraben wurde, ist bis heute nicht bestätigt.
Der Besitz der Nonnen wurde 1272 unter den Schutz Papst Gregor X. gestellt und der Augustinusregel verpflichtet. Der Besitz wurde im Verlauf des Mittelaltersimmer wieder vergrößert und wuchs in beträchtlichem Umfang zu einer ertragreichen Grundherrschaft. Der Großteil des Klosterbesitzes stammt aus diversen Schenkungen. Auch durch die damaligen Landesfürsten wurde das Kloster im Kremstal während des 13. Jahrhunderts immer wieder bedacht. König Ottokar verlieh den Dominikanerinnen 1272 die niedere Gerichtsbarkeit über ihre Untertanen und erlaubte ihnen, Waren ihres persönlichen Bedarfs mautfrei einzuführen.
Das Kloster war bis nach dessen Aufhebung im Rahmen des Josephinismus 1782 im Besitz des Klosters. Nach der Auflösung war das Kloster bis 1811 im Besitz des Religionsfonds. In weiterer Folge erlebte das Gebiet zahlreiche Besitzerwechsel und Verkäufe. 1855 wurde der Ort durch eine Überschwemmung und 1865 durch einen Brand in Mitleidenschaft gezogen.

### 20. Jahrhundert
Laut Adressbuch von Österreich waren im Jahr 1938 in der Ortsgemeinde Imbach ein Bäcker, ein Fleischer, drei Gastwirte, drei Gemischtwarenhändler, ein Schuster, zwei Tischler, ein Landesproduktehändler, ein Weinsensal und ein Landwirt ansässig. Zudem gab es ein Elektrizitätswerk und ein Holzwerk der Adolf Stulz AG.

## Kultur und Sehenswürdigkeiten
- Burgruine Imbach
- Pfarrkirche Imbach
- Friedenskapelle Imbach

## Sport
Auf der 1415 Meter langen Motocross-Strecke werden seit 1982 Rennen zur österreichischen Staatsmeisterschaft ausgetragen.

## Persönlichkeiten
- Kolumban Sichelschmid (1542–1580), hoher Dienstmann des Dominikanerinnenklosters Imbach